# Lupicyn z Condat
Święty Lupicyn z Condat także Lupicyn Jurajski i Lupicyn z Lauconne (ur. pod koniec IV wieku, zm. około 480/493) – mnich i opat, założyciel klasztorów wraz ze swoim bratem św. Romanem. 
Urodził się w Haut-Bugey prawdopodobnie w Izernore (Izarnodurum), niedaleko Nantui. Zmarła jego narzeczona i ojciec i Lupicyn postanowił dołączyć do swojego starszego brata Romana, który żył jako pustelnik w Jurze. Lupicyn jako mnich był znany z surowej ascezy, np. pościł dwa dni na trzy. Założył wraz z bratem około 440 r. klasztor Condat, który szybko stał się zbyt mały, aby pomieścić stale rosnącą liczbę cenobitów. Zbudowali więc drugi klasztor w Lauconne (obecnie Saint-Lupicin), położony kilka kilometrów dalej, i którego pierwszym opatem był Lupicyn. Po śmierci brata Romana około 473 r., Lupicyn objął kierownictwo nad dwoma klasztorami aż do swojej śmierci.
Wspomnienie liturgiczne 21 marca i 28 lutego wraz ze swoim bratem Romanem.